# Parque provincial Guardaparque Segismundo Welcz
El parque provincial Guardaparque Segismundo Welcz es un área natural protegida de la provincia de Misiones en Argentina. 

## Características generales
Se halla ubicado a 25°50′S 54°08′O / -25.833, -54.133 en el departamento General Manuel Belgrano en cercanías de la localidad de Comandante Andresito. El parque ocupa una extensión de 209 hectáreas 73 a 60 ca. El nombre del parque homenajea a Segismundo Welcz, artífice del Cuerpo de Guardaparques provinciales y del Sistema de Áreas Naturales Protegidas de la provincia, quien falleció meses después de la creación del parque.
Entre las especies presentes en el parque está el yaguareté, el tapir o anta, el oso hormiguero y el Zorro Pitoco.

## Creación
Los lotes propiedad del Estado provincial fueron reservados por el Ministerio de Ecología, Recursos Naturales Renovables y Turismo mediante el decreto n.º 1504/2005 para destinarlos a vincular los parques Urugua-í y Horacio Foerster.
El parque provincial fue creado el 5 de julio de 2007 por medio de la sanción de la ley provincial n.º 4372:

Créase el Área Natural Protegida, en el marco de la Ley XVI - Nº 29 (Antes Ley 2932), con la categoría de Parque Provincial denominado “Guardaparque Segismundo Welcz”, integrado por los inmuebles, propiedad del Estado Provincial, sin inscripción en el Registro de la Propiedad Inmueble, individualizados como: lotes 148, 149 y 150, del Sector “C”, Sección IX, Colonia Manuel Belgrano, Municipio Comandante Andresito, Departamento General Manuel Belgrano, Provincia de Misiones, con superficie de 76,841 ha, 59,46 ha y 73,435 ha, según Plano de Mensura Nro 31100; Nomenclaturas Catastrales: Dpto. 07 – Mun. 75 – Secc. 03 – Chac. 000 – Manz. 000 – Parcelas 0795, 0796 y 0797; respectivamente.

El 5 de febrero de 2014 la Fundación Vida Silvestre Argentina y la Asociación para la Conservación y el Estudio de la Naturaleza enviaron notas a las autoridades provinciales solicitando la implementación del parque y el desalojo de sus ocupantes. El 13 de julio de 2015 el Juzgado de Primera Instancia en lo Civil y Comercial n.º 3 de Posadas ordenó al Ministerio de Ecología y Recursos Naturales Renovables implementar medidas para detener inmediatamente la tala de árboles y/o cualquier actividad forestal asociada, sean ejemplares nativos o implantados, asimismo la actividad agrícola, excepto de consumo familiar.